# 宁夏一号
宁夏一号卫星是由航天东方红卫星有限公司研制的衛星。
2019年11月13日14时35分，中国在太原卫星发射中心用长征六号运载火箭，以一箭五星方式成功将宁夏一号卫星发射升空，卫星顺利进入预定轨道，任务获得圆满成功
。宁夏一号5颗卫星是宁夏金硅信息技术有限公司自主投资建设的商业航天项目。卫星主要应用于遥感探测等领域
。